# 요시하마역 (아이치현)
요시하마역(일본어: 吉浜駅, よしはまえき)은 일본 아이치현 다카하마시에 소재하는 나고야 철도 미카와선의 역이다. 역 번호는 MU05이다. manaca가 사용 가능하다.

## 역사
- 1914년 2월 5일: 미카와 철도의 역으로 영업 개시.
- 1941년 6월 1일: 미카와 철도가 나고야 철도와 합병되어 동사의 미카와 선의 역이 됨.
- 1959년 9월 26일: 이세만 태풍으로 역사가 피해를 입음.
- 1960년 3월: 역사 개축.
- 1977년 5월 25일: 화물 영업 폐지.
- 1978년 3월 20일: 화물 측선 철거.
- 1983년 10월 21일: 단선화.
- 1985년 4월: 특근화(역원배치 시기 불명).
- 2005년 9월 14일: 역 집중 관리 시스템 도입에 따라 역사 개축, 무인화, "트랜 패스" 도입.
- 2011년 2월 11일: IC카드 승차권 "manaca" 공용 개시.
- 2012년 2월 29일: 트랜 패스 공용 종료.

## 역 구조
단선 승강장 1면 1선의 지상역이다. 과거에는 1면 2선의 섬식 승강장이었지만, 미카와 선 화물 영업 폐지와 운행 열차 운행이 정리되고 패턴화되면서 교환역의 필요성이 사라지면서 단선화되었다. 역 집중 관리 시스템이 도입된 무인역으로, 지류 역에서 원격 관리되고 있다.

### 승강장
| 번호        | 방향 | 행선                        |
| ----------- | ---- | --------------------------- |
| ■ 미카와 선 | 하행 | 가리야・지류 방면           |
| ■ 미카와 선 | 상행 | 미카와타카하마・헤키난 방면 |

## 역 주변
- 요시하마 인형
- 시호우 인형 박물관
- 다카하마 요시하마 우체국
- 이비덴키 메우라 사업장
- 덴소 에어 시스템즈 다카하마 공장

## 사진

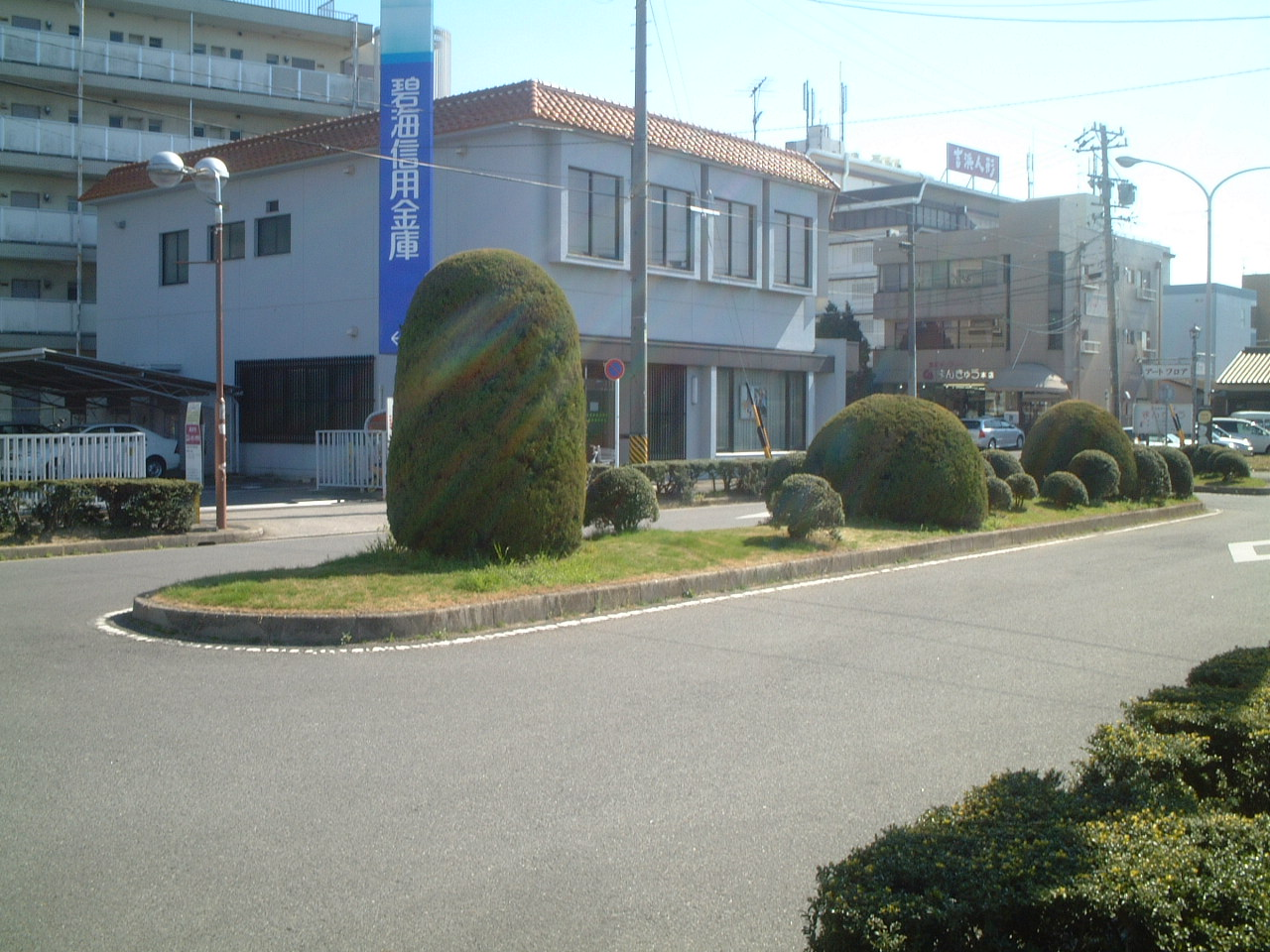
역전 광장

## 인접역
| 나고야 철도 미카와선    | 나고야 철도 미카와선 | 나고야 철도 미카와선            |
| ----------------------- | -------------------- | ------------------------------- |
| MU04 오가키에 지류 방면 |                      | 미카와타카하마 MU06 헤키난 방면 |